# مبارزی در باد
مبارزی در باد (به کره‌ای: 바람의 파이터) یک فیلم زندگی‌نامه‌ای و رزمی محصول سال ۲۰۰۴ سینمای کره جنوبی که بر اساس کتاب ژاپنی کاراته باکا ایچیدای است که روایتی واقعی از رقیب کاراته چوی یونگ اوی (اویاما) است که در طول جنگ جهانی دوم برای تبدیل شدن به یک خلبان جنگنده به ژاپن رفت اما در عوض مسیر بسیار متفاوتی پیدا کرد. او نام خود را به ماسوتاتسو اویاما تغییر داد و به سراسر کشور رفت و رزمی‌کاران را یکی پس از دیگری شکست داد. این فیلم بر دوران جوانی و توسعه سبک کاراته معروف خود یعنی کیوکوشین تمرکز دارد. این فیلم هفتمین فیلم پرفروش کره‌ای در سال ۲۰۰۴ با ۲٫۳۴۶٫۴۴۶ بیلیط سینما در سراسر کشور کره بود.

## داستان
در پایان جنگ جهانی دوم، اویاما یک مرد جوان کره‌ای است که آرزو دارد بتواند با هواپیماهای جنگنده پرواز کند. اولین تجربه بئدال در این کشور زمانی است که یک فرد کلاهبردار سعی می‌کند پول او را بدزدد که به ژاپن می‌رود تا به نیروی هوایی آنها بپیوندد. بائدال متوجه می‌شود که این مرد یک هموطن کره‌ای به نام چون بائه (جونگ تائه وو) است که با روی آوردن به جنایات کوچک از رفتار خشن کره‌ای‌ها در ژاپن جان سالم به در برده‌است. این دو کره‌ای با انگیزه‌های متفاوت خود: بائدال که به دلیل میل به اقدام و چون بائه نیاز به فرار از دست برخی گانگسترها دارد، در یک کامیون به کمپ آموزشی نیروی هوایی می‌روند و فرمانده اردوگاه یک امپریالیست پر زرق و برق به نام کاتو (ماسایا کاتو) است. پس از بدرفتاری با دو کره‌ای، او با روحیه جنگندگی بائدال سرگرم می‌شود و می‌گوید که اگر بائدال بتواند او را با سبک جنگی ضعیف «خارجی» خود (تکیون) شکست دهد، آنها را آزاد خواهد کرد. این دو مرد با کاتو مبارزه می‌کنند و به راحتی بائدال را شکست می‌دهند، اما حمله آمریکایی‌ها به پایگاه نیروی هوایی اجازه می‌دهد تا بائدال و چون بائه فرار کنند. بعداً، بائدال در حال کمک به چون بائه برای راه اندازی یک غرفه پاچینکو در یک بازار ژاپن پیدا می‌شود. زمانی که گانگسترهای محلی سعی می‌کنند پول حفاظت از چون بائه را بگیرند، بائدال سعی می‌کند از او دفاع کند اما توسط گانگسترها مورد ضرب و شتم و تحقیر قرار می‌گیرد. مصیبت او با مداخله بوم سو (جونگ دو-هونگ)، متخصص هنرهای رزمی از شهر خود که به ژاپن نیز مهاجرت کرده بود، پایان می‌یابد. بوم سو بائدال را به سیرکی دعوت می‌کند که او و بسیاری از هموطنانش مهاجر کره‌ای در آنجا کار می‌کنند و در آنجا تلاش می‌کند تا استاندارد زندگی مناسبی برای هموطنانش ایجاد کند. پس از مدتی متقاعد کردن، او موافقت می‌کند که به بئدال برخی از سبک‌های مبارزه پیچیده‌تر خود را آموزش دهد. در همین حال، بائدال به عنوان یک راننده ریکشا مشغول به کار شد و مهارت‌های رزمی خود را با دفاع از زنان ژاپنی در برابر پیشرفت‌های وحشیانه سربازان آمریکایی تقویت کرد. موفقیت او در محافظت از زنان او را به یک قهرمان محلی تبدیل می‌کند، اگرچه هویت واقعی او مشخص نیست. یکی از زنانی که او از او محافظت می‌کند، یوکو زیبا (ایا هیرایاما) است که با او رابطه عاشقانه برقرار می‌کند. وقتی بوم سو توسط گانگسترهای محلی کشته می‌شود، کره‌ای‌های مجتمع قول انتقام می‌گیرند و به گروه‌های ژاپنی حمله می‌کنند. دعوا به‌طور ناگهانی برای بائدال به پایان می‌رسد که او با ضربه‌ای به سر بیهوش می‌شود. بائدال، با عهد به اینکه دیگر هرگز در مبارزه شکست نخورد، به کوهستان عقب‌نشینی می‌کند، جایی که در کاراته گی خود زندگی می‌کند، روز و شب تمرین می‌کند. دویدن در کوهستان، بلند کردن تنه درختان و استفاده از وسایل تمرینی موقتی برای سخت کردن بدن و روحیه مبارزاتی خود از طریق ریاضت. بائدال با بازگشت از کوهستان، یک نام ژاپنی به خود می‌گیرد: ماسوتاتسو اویاما، و به چالش کشیدن بهترین جنگجویان ژاپنی می‌پردازد. اویاما با پوشیدن لباس کاراته پاره‌پاره خود و با ظاهر نامرتب خود مانند یک غارنشین به نظر می‌رسد، اولین دوجوی را که از آن عبور می‌کند به چالش می‌کشد. او هر مبارزی را در دوجو شکست می‌دهد - اغلب تنها با یک ضربه.
با انتشار خبر بدنامی او، اقدامات اویاما مورد توجه رئیس انجمن کاراته ژاپن - فرمانده سابق اردوگاه نیروی هوایی، کاتو قرار گرفت. کاتو از اینکه یک خارجی نه تنها سعی می‌کند هنرهای رزمی ژاپنی را بیاموزد، بلکه خود را شایسته شکست دادن جنگنده‌های ژاپنی می‌داند، به شدت آزرده می‌شود. با این وجود، اویاما همچنان به شکست دادن هر مبارزی که ژاپن ارائه می‌دهد، از جمله رقبای کاراته، جودو، نینجوتسو، آیکیدو و کوبودو ادامه می‌دهد و تبدیل به یک جنجال در رسانه‌های ژاپنی می‌شود. اویاما به یوکو توضیح می‌دهد که اگرچه از مردن می‌ترسد، اما از زندگی به عنوان یک فرد معلولی بیشتر می‌ترسد و به همین دلیل است که حاضر است هر چیزی را فدا کند تا برنده شود. هنگامی که سازمان یکی از پیروان خود را برای به چالش کشیدن و کشتن اویاما می‌فرستد، مأمور در عوض توسط اویاما کشته می‌شود. اویاما با اطلاع از اینکه مردی که او کشته‌است، زن و پسری دارد، احساس گناه زیادی به خاطر اعمال او می‌کند و خانواده را دنبال می‌کند تا عذرخواهی کند و به آنها پیشنهاد کار کند تا قتل پدر خانواده را جبران کند. اویاما یونیفرم خود را به همسرش تسلیم می‌کند و قول می‌دهد که دیگر در دوئل‌های رزمی مبارزه نکند. اگرچه در ابتدا از پیشنهاد اویاما عصبانی بود و قبول نکرد، اما پس از برآورده کردن آرزوی پسرش برای بردن به بالای کوه مجاور برای تماشای طلوع خورشید، در نهایت آنها را متقاعد می‌کند که او یک مرد شرافتمند است و نه یک اراذل خشن. همسر از اویاما می‌خواهد که لباس خود را پس بگیرد و بهترین مبارز ژاپن شود. با بازگشت به شهر، اویاما متوجه می‌شود که انجمن هنرهای رزمی کاتو خانواده خود را تهدید کرده‌است، و خواستار چالش بین کاتو و اویاما شده‌است. اویاما بار دیگر با پوشیدن لباس‌های هوازده خود به سمت حومه شهر که کاتو منتظر اوست می‌رود. اویاما که به راحتی سرسپردگان کاتو را شکست می‌دهد، سپس با خود کاتو با یک مسابقه نهایی روبرو می‌شود. اگرچه واضح است که کاتو دوست دارد اویاما را مرده ببیند، اما مچ پای کاتو پس از دریافت یک ضربه در سکانس مبارزه شکسته‌است. هنگامی که کاتو می‌ایستد، او به حالت یک زانو به پایین می‌افتد، اویاما به کاتو رحم می‌کند، با توقف ۲سانتی و مشت زدن مستقیم بین چشمان او، شکست دادن او در مبارزه. در پایان فیلم، اویاما در حال مبارزه با یک گاو نر، گرفتن شاخ‌ها و کندن برای متوقف کردن او نشان داده می‌شود.